# The "5" Royales
The “5” Royales (parfois orthographié 5 Royales, sans guillemets, ou Five Royales), d'abord appelé The Royals, est un groupe vocal américain de rhythm and blues originaire de Winston-Salem, en Caroline du Nord, qui combine les styles gospel, jump blues et doo-wop, marquant une étape précoce et influente dans l'évolution du rock 'n' roll. La plupart de leurs grands succès sont enregistrés en 1952 et 1953 et écrits par le guitariste Lowman "Pete" Pauling.
Ironiquement, certaines des plus grandes chansons du groupe sont surtout connues à travers les reprises d'autres artistes, dont Dedicated to the One I Love (par The Shirelles et The Mamas and the Papas), Tell the Truth (par Ray Charles et Ike and Tina Turner), et Think (par James Brown and the Famous Flames),.
Les "5" Royales sont intronisés au Rock and Roll Hall of Fame en 2015.

## Historique
À l'origine, le Royal Sons Quintet, un groupe ayant commencé à enregistrer pour Apollo Records au début des années 1950, change son nom pour The Royals après avoir abandonné le gospel au profit de la musique profane. Le groupe comprend initialement Lowman Pauling (né Lowman Pete Pauling Jr., 1927-1973) et son frère Clarence Pauling. Celui-ci raccourcit plus tard son nom en Clarence Paul. Il  quitte le groupe pour s'impliquer en tant que producteur et auteur-compositeur chez Motown dans les années 1960. Les autres membres sont les chanteurs Jimmy Moore, Obadiah Carter et Otto Jeffries, avec Johnny Tanner en voix principale. Le frère cadet de Tanner, Eugene, remplace plus tard Jeffries. Le robuste Johnny Tanner chante la plupart des tubes du groupe, y compris Think, mais Eugene Tanner, à la voix plus douce, officie sur la chanson la plus connue du groupe, Dedicated to the One I Love.
Baby Don't Do It et Help Me Somebody deviennent des succès en 1953, et le groupe signe rapidement avec King Records. En plus d'odes sincères, Pauling écrit également des airs comiques ou grivois, dont Monkey Hips and Rice. Pauling utilise une sangle extra-longue pour sa guitare, jouant parfois au niveau de ses genoux pour un effet comique. Le groupe partage la scène avec tous les grands artistes R&B des années 1950, dont Sam Cooke et Ray Charles, remplaçant même ses choristes, les Raelettes, lors d'un spectacle à Durham, en Caroline du Nord.
La confusion survient lorsque deux groupes appelés The Royals tournent simultanément, le second étant dirigé par Hank Ballard, la star R&B de Détroit. Selon les membres des "5" Royales, le quiproquo culmine en 1953 lorsqu'un promoteur peu scrupuleux programme le groupe de Ballard à Winston-Salem, essayant de faire passer la formation de Détroit pour le groupe local, au grand dam du public. Peu de temps après, l'air s'éclaircit lorsque les Royals de Winston-Salem se rebaptisent "5" Royales et que ceux de Detroit deviennent The Midnighters. Le "5" est placé entre guillemets car, à cette époque, ils sont en fait six. Les deux groupes ont des succès chez King en travaillant avec le producteur Ralph Bass, devenant de bons amis et participant régulièrement à des battles dans des clubs comme le Royal Peacock d'Atlanta.
Les singles Think et Tears of Joy sont des succès pour les "5" Royales en 1957. Certains de leurs morceaux moins connus de cette période sont maintenant acclamés par la critique pour leur innovation. Le journaliste rock Dave Marsh choisi le hit de 1958, The Slummer the Slum, comme l'un des « 1001 meilleurs singles de tous les temps » dans son livre The Heart of Rock and Soul, attribuant à Pauling la première utilisation intentionnelle de l'effet feedback à la guitare sur un enregistrement, des années avant ceux bien connus des Beatles, des Yardbirds ou du Velvet Underground.
Dans les années 1960, le R&B cède progressivement la place à une musique soul plus raffinée et la carrière des "5" Royales décline rapidement. Le groupe enregistre toujours, notamment pour le label Home Of The Blues de Memphis, ainsi que Vee-Jay, ABC-Paramount, Smash Records et Todd. Les "5" Royales se séparent en 1965, bien que diverses combinaisons de musiciens tournent sous ce nom durant les années 1970.

### Après la dissolution
Lowman Pauling est le seul à essayer de vivre de la musique. Mais pour compléter ses revenus, il doit travailler dans l'entretien d'une synagogue de Brooklyn ou comme veilleur de nuit dans une église de Manhattan. Après des années de lutte contre la dépendance à l'alcool, il meurt le 26 décembre 1973, apparemment victime d'une crise d'épilepsie. Il est enterré au cimetière Evergreen à Winston-Salem, tout comme son frère Clarence, qui se trouve à côté de lui, et ses camarades de groupe Otto Jeffries (né en 1912), décédé le 8 août 1975, et Obadiah Carter (né Obadiah Hawthorne Carter, 1925–1994).
Après la séparation du groupe, Eugene Tanner (né Eugene Elijah Tanner en 1936) travaille pour une société d'exportation de tabac, avant que des problèmes de santé ne le contraignent à percevoir une pension d'invalidité dans les années précédant sa mort, le 29 décembre 1994. Son frère Johnny Tanner (né John Louis Tanner; 1924–2005), quitte le groupe dès 1963. Il travaille dans une église méthodiste et meurt d'un cancer le 8 novembre 2005. Jimmy Moore (alias Johnny, né James Edward Moore, 1926–2008), le dernier membre survivant des "5" Royales, prend un emploi dans l'administration hospitalière. Il décède le 16 août 2008 au Cedar Manor Nursing Home à Ossining, État de New York, après une longue maladie.

## Héritage et influence
James Brown modèle son premier groupe vocal, les Famous Flames, d'après les "5" Royales. Les guitaristes Steve Cropper, Eric Clapton et Jimi Hendrix citent Pauling comme une influence clé,. « Je sais que lorsque j'ai vu Lowman Pauling sur scène », se souvient Cropper, « cela a changé mon style et ma vie. C'était un one-man show qui jouait des riffs rythmés et cinglants lorsque c'était nécessaire… Je dois beaucoup à Lowman ». Mick Jagger, reprend "Think" sur son album solo Wandering Spirit en 1993.
Selon l'organisation Acoustic Music, « la première preuve claire de la musique soul apparaît avec The "5" Royales, un ancien groupe de gospel qui s'est tourné vers le R&B ».
Les "5" Royales sont intronisés au North Carolina Music Hall of Fame en 2009. Ils sont nommés deux fois, en 2002 et 2004, pour le Rock and Roll Hall of Fame, sans succès, avant d'y être finalement intronisés en 2015 dans la catégorie « Early Influence ».
Steve Cropper, le guitariste du label Stax, sort l'album hommage Dedicated: A Salute to the 5 Royales en 2011, avec la participation de B. B. King, Steve Winwood, Brian May et Lucinda Williams, entre autres. L'héritage des "5" Royales est présenté par la National Public Radio dans une interview avec Cropper en 2011. 
En mai 2015, la compilation Soul & Swagger: The Complete "5" Royales 1951-1967 remporte un Blues Music Award dans la catégorie « album historique ».

## Discographie

### Albums
- 1953 : The Five Royales (Apollo)
- 1959 : The Five Royales Sing For You (King)

### Principaux singles
| Titre                                                         | N° de catalogue | Date           | Classement     | Classement     |
| Titre                                                         | N° de catalogue | Date           | R&B            | Pop            |
| Apollo Records                                                | Apollo Records  | Apollo Records | Apollo Records | Apollo Records |
| ------------------------------------------------------------- | --------------- | -------------- | -------------- | -------------- |
| You Know I Know / Courage to Love                             | 441             | Sep. 1952      | 8              |                |
| Baby Don't Do It / Take All of Me                             | 443             | Sep. 1952      | 1              |                |
| Help Me Somebody / Crazy, Crazy, Crazy                        | 446             | Avr. 1953      | 1 / 5          |                |
| Laundromat Blues / Too Much Lovin' (Much Too Much)            | 448             | Juil. 1953     | — / 4          |                |
| I Want to Thank You / All Righty!                             | 450             | Oct. 1953      | 9              |                |
| I Do / Good Things                                            | 452             | Jan. 1954      | 6 / 16         |                |
| Cry Some More / I Like It Like That                           | 454             | Avr. 1954      | 8 / 17         |                |
| King Records                                                  |                 |                |                |                |
| I'm Gonna Run It Down / Behave Yourself                       | 4740            | Août 1954      | — / 16         |                |
| Monkey Hips and Rice / Devil with the Rest                    | 4474            | Oct. 1954      |                |                |
| Thirty Second Lover / Tears of Joy                            | 5032            | Mar. 1957      | 9              |                |
| Think / I'd Better Make a Move                                | 5053            | Mai 1957       | 4              | 66             |
| Say It / Messin' Up                                           | 5082            | Oct. 1957      | 18 / 15        |                |
| Dedicated to the One I Love / Don't Be Ashamed                | 5098            | Déc. 1957      | 13             |                |
| Don't Let It Be Vain / The Slummer the Slum                   | 5153            | Oct. 1958      |                |                |
| Miracle of Love / I Know It's Hard But It's Fair              | 5191            | Mar. 1959      | — / 18         |                |
| Dedicated to the One I Love / The Miracle of Love (réédition) |                 | Jan. 1961      |                | 81             |

## Reprises notables

### Someone Made You for Me
- 1974 : Isaac Hayes en face B du single Wonderful.

### Tell the Truth
- 1960 : Ray Charles sur l'album live Ray Charles In Person.
- 1962 : Claude Bolling en version instrumentale sur l'album Claude Bolling joue les succès de Ray Charles.
- 1965 : Ike and Tina Turner sur l'album Live - The Ike and Tina Turner Show.
- 1965 : The Walker Brothers (avec accompagnement dirigé par Ivor Raymonde) sur leur premier album Take It Easy with The Walker Brothers.
- 1970 : Otis Redding sur l'album posthume Tell the Truth, enregistré en 1967.
- 2004 : Johnny Winter, instrumental sur la version « Legacy » de l'album Second Winter.

### Think
- 1960 : James Brown and the Famous Flames en single et sur leur album Think!.
- 1966 : Booker T. and the M.G.'s en version instrumentale sur l'album And Now!.
- 1984 : The Residents dans un medley intitulé Live at the Apollo (James Brown medley), incluant I'll Go Crazy, Try Me, Think, I Don't Mind, Lost Someone, Please, Please, Please et Night Train, paru sur leur album George & James (American Composer Series - Volume 1).
- 1993 : Mick Jagger sur son album solo Wandering Spirit.
- 1997 : Taj Mahal sur l'album Señor Blues.